# Tooniverse
Tooniverse (kor. 투니버스) – południowokoreańska stacja telewizyjna emitująca kreskówki koreańskie i zagraniczne. Została uruchomiona w 1994 roku.